# Always (песня Айсель и Араша)
Always (с англ. — «Всегда») — песня, которую исполнили на конкурсе песни Евровидение 2009 представительница Азербайджана Айсель Теймурзаде в дуэте с автором музыки и слов к песне, известным ирано-шведским поп-певцом Арашем. «Always» была выбрана 5 февраля из 30 песен-кандидатов.
В финале Евровидения песня заняла третье место, уступив Исландии и Норвегии.

## Позиции в чартах
| Чарт (2009)                    | Наивысшая позиция |
| ------------------------------ | ----------------- |
| Великобритания                 | 137               |
| Европа («100 горячих синглов») | 92                |
| Германия                       | 96                |
| Греция («Billboard»)           | 2                 |
| Норвегия                       | 18                |
| Россия                         | 75                |
| Словакия («IFPI»)              | 47                |
| Турция                         | 11                |
| Чехия («IFPI»)                 | 40                |
| Швеция                         | 3                 |
| Швейцария                      | 98                |
| Украина                        | 4                 |